# Coussarea liliiflora
Coussarea liliiflora är en måreväxtart som beskrevs av Paul Carpenter Standley. Coussarea liliiflora ingår i släktet Coussarea och familjen måreväxter. Inga underarter finns listade i Catalogue of Life.